# NGC 2582
NGC 2582 este o intermediate spiral galaxy⁠(d) situată în constelația Racul. A fost descoperită în 22 februarie 1789 de către William Herschel. Se află la o distanță de 64,18 de megaparseci de Pământ.